# Matyáš Kasperlik
Matyáš Kasperlik (německy Mathias Kasperlik Ritter von Teschenfeld) (24. února 1801, Dolní Bludovice – 29. listopadu 1865, Těšín) byl zemský poslanec, panský úředník, právník. Ačkoliv byl slovanského původu, během studií začal vystupovat jako Němec.[zdroj?]

## Život
Narodil se v rodině učitele a panského vrchního správce Johanna Kasperlika. Gymnazijní vzdělání zahájil v Těšíně, ale ukončil jej v Příboře. Následně vstoupil jako klerik na piaristikou kolej v Příboře, kde byl dva roky a následně přešel na Vídeňskou univerzitu, kde studoval práva.
Po dobu studila ve Vídni zastával místo vychovatele v rodině vrchního dvorního lovčího hraběte Hoyose von Sprinzenstein, kde byl devět let. Po ukončení studia práv absolvoval zemědělský kurz, který ovlivnil jeho další zaměření.

### Kariéra
V roce 1829 složil soudcovské zkoušky, stal správcem statku, justičním a politickým vrchním úředníkem na panství Ottenstein v Dolním Rakousku, u hraběte Františka Philippa von Lamberg (1791–1848), kde byl do roku 1838. V roce 1839 se stal justiciárem arcivévodské Těšínské komory. Od 1. ledna 1841 pak vrchní správce arcivévodského panství Bestwin v Haliči. V roce 1844 působil jako vrchní arcivévodského dominia Želovice u Znojma. V roce 1849 se stal zastupujícím ředitelem správy statků Těšínské komory, v roce 1856 se stal jejím ředitelem a toto místo zastával až do své smrti.
V roce 1863 byl jmenován čestným občanem města Frýdek. Za své zásluhy byl císařským rozhodnutím ze 6. srpna 1864 povýšen do stavu dědičné šlechty. Byl skutečným hospodářským reformátorem: provedl odvodnění pozemků, budoval drenáže, zaváděl pěstování nových plodin, zdokonaloval chov dobytka dovozem holandských plemen, podporoval pěstování lnu, v Těšíně vybudoval továrnu na jeho zpracování a výrobu lněné příze. Z jeho podmětu byly zalesňovány pastvou zničené horské louky v Beskydech.
Mimo zemědělskou oblast, také věnoval pozornost rozvoji železářského průmyslu. Zmodernizoval hutní výrobu v Bašce, Ustroni, Karlově Huti a Třinci, ve Węgierské Górce a v Obszaru a Haliči, v Liptovském Hrádku v Horních Uhrách.
Byl také historik. Po dobu působení v Ottensteinu byl pověřen uspořádáním a vedením archivu hrabat Lambergů. Hlavní pozornost věnoval historii a vlastivědě Slezska.

### Politika
V letech 1861–1865 byl poslancem slezského zemského sněmu za městskou kurii Frýdek–Bohumín–Fryštát.

### Autorská tvorba
- Kniha Hrad Ottenstein a jeho majitelé (první dílo)
- Měčislav, vévoda těšínský (dílo o Měškovi I.)
- K vlastivědě vévodství osvětimského a zatorského
- Historie města Frýdku